# Dortmund-Aplerbeck
Aplerbeck este un cartier din sud-estul orașulului Dortmund, fiind limitat la nord de cartierul Dortmund-Brackel și la est de cartierul Dortmund-Wambel.